# Elseya
Elseya är ett släkte av sköldpaddor som beskrevs av den brittiske zoologen John Edward Gray 1867. Elseya ingår i familjen ormhalssköldpaddor.
Arter enligt Catalogue of Life:
- Elseya albagula
- Elseya dentata
- Elseya georgesi
- Elseya irwini
- Elseya latisternum
- Elseya lavarackorum
- Elseya novaeguineae
- Elseya purvisi

The Reptile Database listar ytterligare tre arter:
- Elseya branderhorsti
- Elseya flaviventralis
- Elseya schultzei